# Ahmed Hegazy (Fußballspieler)
Ahmed Hegazy (arabisch أحمد حجازي, DMG Aḥmad Ḥiǧāzī; * 25. Januar 1991 in Ismailia) ist ein ägyptischer Fußballspieler.

## Karriere

### Verein
Hegazy wechselte 2009 aus der Jugend in die erste Mannschaft von Ismaily. In seinem Heimatland spielte er drei Jahre, ehe er im Sommer 2012 zum AC Florenz nach Italien wechselte. Sein Debüt in der Serie A gab er am 18. November 2012 beim 4:1-Erfolg über Atalanta Bergamo. Er wurde in der 76. Minute für Facundo Roncaglia eingewechselt. Nach einer Leihe im Januar 2015, in die Serie B zum AC Perugia, verließ er Florenz im Sommer 2015 komplett.
Zur neuen Spielzeit, wechselte Hegazy in seine Heimat. Von 2015 bis 2017 machte er 40 Ligaspiele ohne Torerfolg. Dann wechselte er in die Premier League zu West Bromwich Albion, wo er in der ersten Saison alle 38 Spiele über 90 Minuten spielte. Sein Debüt gab er am ersten Spieltag gegen den AFC Bournemouth, wo er den Siegtreffer zum 1:0 schoss. Ende der Saison folgte jedoch der Abstieg in die EFL Championship. Hegazy blieb aber bei West Brom und blieb auch Stammspieler. Mitte Oktober 2021 wurde er bis zum Ende der Saison 2020/21 an al-Ittihad ausgeliehen. Am Ende der Saison 2022/23 feierte er mit dem Verein die saudi-arabische Meisterschaft. 2024 wechselte er zu Neom SC in die Saudi First Division League. 

### Nationalmannschaft
Hegazy nahm mit Ägypten an der U-20-Fußball-Weltmeisterschaft 2009 im eigenen Land teil. Sein Debüt für die A-Nationalmannschaft gab er am 3. September 2009. Bei der 1:2-Niederlage gegen Sierra Leone stand Hegazy in der Startelf. Er war Teil des ägyptischen Kaders bei der Fußballweltmeisterschaft 2018 in Russland, in der Ägypten in der Gruppenphase nach Niederlagen gegen Russland, Uruguay und Saudi-Arabien als letzter der Gruppe A ausschied. Er absolvierte alle drei Partien.

## Erfolge
Ittihad FC
- Saudi-arabischer Meister: 2022/23